# SN 1973Q
SN 1973Q – supernowa odkryta 1 października 1973 roku w galaktyce A232512+0620. W momencie odkrycia miała maksymalną jasność 18,50m.